# Ека Ткешелашвілі
Катерина Ткешелашвілі (груз. ეკატერინე ტყეშელაშვილი; 1977), грузинський державний діяч, дипломат.

## Біографія
Народилася 23 травня 1977 року в місті Тбілісі. У 1999 закінчила Тбіліський державний університет, факультет Міжнародного права і міжнародних відносин. Володіє англійською, російською, французькою мовами.
Працювала юристом в Комітеті Міжнародного Червоного Хреста, проходила практику при Міжнародному трибуналі (МТ) щодо колишньої Югославії.
З 2004 по 2005 — заступник міністра юстиції Грузії.
З 2005 по 2006 — заступник міністра внутрішніх справ Грузії.
З 2006 по 2007 — голова Апеляційного суду Тбілісі.
З 2007 по 2008 — міністр юстиції Грузії.
У січні–травні 2008 — Генеральний прокурор Грузії.
З 5 травня 2008 по 5 грудня 2008 — міністр закордонних справ Грузії.
З 11 грудня 2008 по 2010 — секретар Ради безпеки Грузії.
З листопада 2010 по 2012 — віце-прем'єр-міністр та міністр у справах реінтеграції Грузії.
З 2017 — очільниця Антикорупційної ініціативи Європейського Союзу в Україні (EUACI).
З 3 червня 2020 — бере участь у роботі Національна рада з питань антикорупційної політики